# Дорофєєв Сергій Вікторович
Сергій Вікторович Дорофєєв (нар. 31 січня 1986, Улан-Батор) — український театральний діяч, засновник Всеукраїнського фестивалю театрів «СвітОгляд», громадський діяч, генеральний директор — художній керівник Сумського національного академічного театру драми та музичної комедії імені Михайла Щепкіна

## Життєпис
2005 — закінчив Луганський коледж культури і мистецтв, після чого очолював театральний колектив в Палаці позашкільної роботи, творчості дітей та учнівської молоді, пізніше працював завідучим відділом Луганського обласного центру народної творчості.

2009 — закінчив Луганську державну академію культури і мистецтв (режисер), після чого працював режисером та ведучим в Луганській обласній філармонії, в цей же час працює режисером, ведучим, сценаристом багатьох культурно-мистецьких заходів в місті та області.

2010 — закінчив Луганський національний університет імені Тараса Шевченка (культурологія)

2015–2022 працював директором — художнім керівником Луганського обласного академічного українського музично-драматичного театру після його переміщення з окупованого Луганська, в наслідок російсько-української війни, розпочатої в 2014 році.

2018 — заснував Всеукраїнський фестиваль театрального мистецтва «СвітОгляд», який проходив щороку восени в м. Сєвєродонецьку

2022 — виконуючий обов'язки генерального директора — художнього керівника Сумського національного театру ім. М. Щепкіна, а з листопада 2024 — генеральний директор — художній керівник театру.